# Alif Tree
Alif Tree — французский музыкант и диджей Алекс Альтен (Alex Altain). В его музыке сочетаются даунтемпо, эйсид-джаз, эмбиент, IDM и многое другое. Играет на гитаре, клавишных, перкуссии.

## Биография
Является основателем лейбла Memory Music, специализирующегося не только на выпуске произведений музыкальных коллективов, но и на производстве музыки для радио, телевидения, кино и живых представлений. Известен как звукорежиссёр канала Game One, а также по работе с GGS, Barclay, Sony, Canal+ и MCM.
Он переехал в Марсель в начале 2000 года, сразу после своих первых релизов на Memory Music («The Observatory» и «R-mixes 01»).
В течение 5 лет вёл еженедельную передачу «О, дивный новый мир» на Radio Grenouille, в каждом выпуске которой проводил разбор звуковой дорожки какого-нибудь полнометражного фильма, чтобы слушатели могли «посмотреть фильм его ушами».
Второй альбом «Spaced» (Universal Jazz, 2001) стал результатом сотрудничества с Helen Merrill, Rona Hartner, Faudel, Santiago и Ana Carril из Mano Negra, а также Manu, певицей из Dolly.
После выпуска первых двух альбомов, в которых сочетались электро и трип-хоп, Alif Tree посвятил себя новому проекту, объединявшему музыку и кухню. Так появился альбом «French Cuisine» (Compost Records, 2006), в котором джаз смешивался с трип-хоповыми обертонами, и музыкальный проект DJ&COOk. На этом альбоме песни «Belle» с участием Анны Карины, «Forgotten place» с участием Shirley Horn и «I feel blue», сочинённая Мишелем Леграном и Клодом Нугаро, соседствуют с собственными творениями Alif Tree.
Четвёртый лонгплей «Clockwork» вышел в свет в 2009 году и представляет собой ещё большее смешение музыкальных стилей.
Воодушевлённый такими музыкальными сборниками, как «Nova Tunes» и «Hotel Costes», он делает ремиксы на François de Roubaix, Jack de Marseille, Salif Keita, Amadou et Maryam, Jazzanova, Marsmobil, Koop, NIN, Peter Kruder, Christian Prommer.
В 2009 году, позабыв корни трип-хопа и джаза, музыкант возвращается с более попсовым альбомом. 7 февраля 2011 года он выпускает новое сочинение — «Social Mask» (EP) — стопроцентно Марсельский продукт.
Недавно он отметился первым сборником Marsatac Сollective, записанным в Мали и выпущенным Actes Sud в рамках цикла мероприятий «Марсель — культурная столица Европы 2013». После чего Alif Tree продолжил своё творчество совместными работами с Toumani Diabate и Issa Bagayogo (англ.).

## Дискография

### Альбомы
- Spaced (2001)
- French Cuisine (2006)
- Clockwork (2009)
- The Observatory (2011)
- Sunchronicity (2019)

### Синглы и мини-альбомы
- R-mixes 01 (2000)
- Solitude's Song (12", Promo) (EP, 2001)
- Forgotten Places (EР, 2006)
- Clockwork Rmxs1 (EP, 2009)
- Remix 12" (EР, 2009)
- Compost Black Label 3 , rmxs (EP, 2010)
- Social Mask (EP, 2011)
- Everybody Knows (EP, 2011)
- A L'envers (Single, 2015)

### Ремиксы
- Francois De Roubaix — Dernier Domicile Connu (Alif Tree Remix)
- Marsmobile — Supersonic Mind (Alif Tree Remix)
- Koop — Come To Me (Alif Tree's "Shaking The Angels" Remix)
- Alif Tree — Forgotten Places (Alif Tree's "LA" Mix)

### Семплы
Песня «Deadly species» содержит семплы из «Plain Gold Ring» Нины Симон, «Belle» — из «Chanson D’Angela» Анны Карины, «Forgotten places» — из «L.A. Breakdown» Ширли Хорн, «Blue I feel» — из «La Cinema» Клода Нугаро (все песни с альбома French Cuisine).